# Протесты против запрета ношения хиджаба в Азербайджане
Протесты против запрета ношения хиджаба в Азербайджане произошли вследствие запрета ношения хиджаба в школах и университетах республики в 2011. В результате демонстраций произошли аресты некоторых религиозных активистов.

## Предыстория
С момента распада СССР наблюдается исламизация общества. Согласно конституции, Азербайджан является светским государством. Предпосылками протестов стал запрет на ношение хиджаба в образовательных учреждениях и арест исламских активистов. Фактически специальные мусульманские головные уборы и так были запрещены в школах республики ввиду наличия школьной формы.

## Аресты религиозных активистов
Правительство Азербайджана задержало нескольких лидеров мусульманской оппозиции, что привело к усилению протестов среди их сторонников, которые вызвали рост числа арестов. Лишение свободы грозило руководству партий Народный фронт, Мусават и Исламской партии. Мовсум Самедов, глава лишённой регистрации Исламской партии, обвинялся также в подготовке террористического акта. В мае 2021 ему был вынесен приговор.

## Протесты
Митинги начались 10 декабря 2010 года, в этот день полиция задержала десятки протестующих, демонстрация была разогнана. Министр образования республики Мисир Марданов заявил, что школьники должны носить школьную форму. Также он отметил, что, по его информации, протесты организованы силами из-за рубежа.
Митинги проходили в Баку, Масаллы Нардаране, Гяндже и других городах и сёлах. Группа местных жителей в посёлке Ходжасан совершили обстрел местной школы.
Для привлечения людей в участии в демонстрациях 11 марта 2011 года активисты использовали социальные сети. Лидеры протестов желали повторить произошедшее в Тунисе и Египте свержение власти. Произошли аресты около Бакинской нефтяной академии. Всего правоохранительным органами Азербайджана было задержано 43 человека.
2 апреля 2011 года в Баку прошёл очередной митинг, в ходе которого участники были задержаны у Площади Фонтанов. По данным одного из организаторов демонстрации, в ней приняло участие 1000 человек, 200 из них были арестованы.
6 мая 2011 года протестующие в Баку скандировали лозунги «Бог велик» и «Свободу хиджабу», в результате чего были задержаны.

## Международная реакция
Европейский Союз выступил с критикой действий правительства республики, заявив, что разгон протестующих 2 апреля является «неуважением к основным свободам» и что правительство обязано обеспечить в стране свободу слова, прессы и собраний. Министр иностранных дел Азербайджана Эльмар Мамедъяров вызвал главу представительства ЕС в республике, чтобы выразить недовольство и несогласие правительства с этим заявлением.
Международная неправительственная организация Amnesty International призывало властей разрешить мирные акции протеста. Британское отделение призвало освободить журналиста Эйнуллу Фатуллаева и других арестованных работников прессы. Международный институт прессы, осудил высылку из Азербайджана трёх шведских журналистов за репортаж о митингах 17 апреля.
Мэтью Брайза, посол США в республике, выразил обеспокоенность действиями правительства по отношению к организаторам и участникам акций протеста. О недовольстве запретом ношения хиджаба в школах заявили иранские аятоллы